# Hr.Ms. K I (1914)
Hr.Ms. K I was een Nederlandse onderzeeboot van de K I-klasse en de eerste onderzeeboot gebouwd om dienst te doen voor de Nederlandse koloniën. De onderzeeboten voor de koloniën werden ook bemand en onderhouden door de onderzeedienst.

## De bouw van de K I
In oktober 1910 werd het schip door het Nederlandse ministerie van Koloniën besteld bij de Koninklijke Maatschappij De Schelde uit Vlissingen. De K I kostte het Nederlandse ministerie van Koloniën 942.875 gulden. Bij de Koninklijke Maatschappij De Schelde werd de kiel van de K I op 16 september 1911 gelegd. Ruim anderhalf jaar later gebeurde op 20 mei 1913 de tewaterlating. Het duurde nog een jaar voor dat de K I volledig was afgebouwd en op 5 of 15 juli 1914 in dienst werd genomen bij de Koninklijke Marine.

## De K I in actieve dienst
De overvaart van de K I in 1916 naar Nederlands-Indië gebeurde niet op eigen kracht, maar de boot werd gesleept door de sleepboot Witte Zee. De overtocht ging via het Suezkanaal naar Sabang, vanaf Sabang voer de K I op eigen kracht, onder begeleiding van de Koningin Regentes naar Batavia. Tot 1928 patrouilleerde de K I de kustwateren van Nederlands-Indië.